# Dijlepark

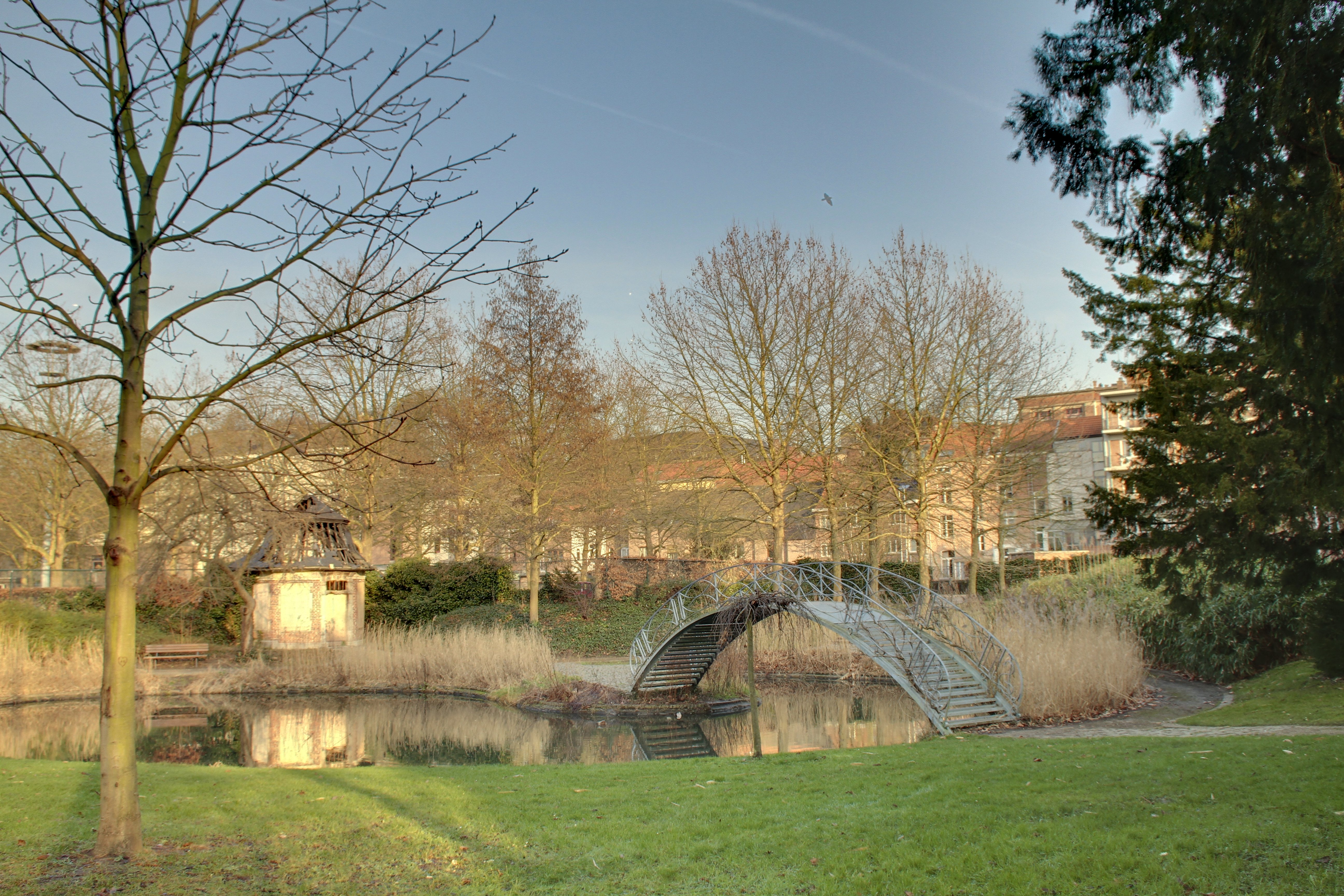
Het prieeltje en de vijver met de brug

Het Dijlepark is een stadspark in de Belgische stad Leuven.

## Situering
Het Dijlepark is een klein park gelegen tussen de Schapenstraat, de Redingenstraat en de Zwartzustersstraat. Het park wordt omringd door twee armen van de rivier de Dijle. Het parkje heeft drie ingangen. Aan de ingang aan de Redingenstraat bevindt zich sinds 2003 een drinkwaterfontein in de vorm van een eend naar een idee van Leo Fabri en gemodelleerd door René Rosseel. Deze Dijle-eend zou geluk brengen indien men er over wrijft.
In het park ligt een kleine vijver met een brug erover. Er bevindt zich ook een klein prieeltje.

## Geschiedenis
Het gebied rond het Dijlepark kende eeuwenlang een dichte concentratie van watermolens. Op de linkerarm lagen de Voorste Begijnenmolen, de Graetmolen, de Schorsmolen, de Boemalemolen en de Redingenmolen, op de rechterarm lagen de Vliegmolen, de Corbekemolen en de Cropelmolen. In 1856 werd waar nu de ingang aan de Schapenstraat ligt het imposante herenhuis Huis Bethlehem opgetrokken. Eind 20e eeuw richtte Victor Vanderkelen er de industriële bakkerij Het Volksgeluk op, die in 1922 aan Lambert Meurrens werd verkocht, die er de BNB Biscuiterie Nationale Belge onderbracht. In 1972 kocht de Assurantie van de Belgische Boerenbond (ABB) het huis, nadat deze in 1965 reeds de tuin hadden aangekocht. De tuin werd opgevrolijkt met een paviljoen en een vijver. De Dijlemolens werden gerenoveerd en in 1987 sloten de stad Leuven en de eigenaar van het gebouw een overeenkomst om het overige deel van de tuin in te richten als openbaar plantsoen, het Dijlepark.